# Aldo Settimio Boni
Aldo Settimio Boni (Volterra, 18 marzo 1920 – Pordenone, 11 ottobre 1983) è stato un poeta e inventore italiano, combattente nella Seconda guerra mondiale, ufficiale dei bersaglieri.
Ultimati gli studi classici, frequentò l'Accademia Militare di Modena (83º corso "Rex"). Aggregato come ufficiale al 121º Reggimento fanteria "Macerata", fu inviato sul fronte balcanico l'11 giugno 1942. Fu subito ferito gravemente alla spalla destra in uno scontro con i guerriglieri iugoslavi presso Kočevje, in Slovenia, il 18 dello stesso mese e ricoverato all'ospedale militare da campo. Il 22 giugno fu traslocato all'ospedale militare di Gorizia.
Tornato al fronte, ottenne il comando della III Compagnia del 121º Reggimento fanteria dislocato in Croazia presso Ogulin. Boni venne spesso impiegato con il suo reparto in azioni particolari e di pericolo. Ottenne un elogio sul campo, scritto dal generale Vincenzo Giardina e, in seguito a un'azione su Cerovnik del 30 giugno 1943, fu proposto per la medaglia al valore. Nel successivo mese di luglio, in riconoscimento dei suoi meriti, gli fu affidato il comando del presidio di Iosipdol. Le forze del presidio erano costituite da: dodici ufficiali (di cui uno medico); una compagnia fucilieri; due plotoni mitraglieri; due plotoni mortai da 81; un plotone genieri; una sezione sussistenza; un nucleo carabinieri.
In seguito agli eventi dell'8 settembre 1943 fu rimpatriato.
Negli anni 1943–1945 continuò la guerra come tenente nella Repubblica Sociale Italiana, nel 2º battaglione del 3º Reggimento bersaglieri volontari "Caretto", al comando della V Compagnia "la Volontaria" dislocata in Liguria per la difesa costiera, dove fra l'altro si prodigò per garantire corretti rapporti con la popolazione civile.
Partecipò a diverse azioni militari, fu ripetutamente ferito e terminò il conflitto con i gradi di capitano, ottenuti per meriti sul campo.
Conseguita la laurea in giurisprudenza presso l'Università di Milano nel 1947, nel 1948 fu riammesso nell'esercito, aggregato dapprima al 3º Reggimento bersaglieri a Brescia e poi, dal 1949, all'8º Reggimento bersaglieri di stanza a Pordenone, dove rimase fino al prematuro ritiro "per causa di guerra", continuando però a risiedere a Pordenone fino alla morte. Nel 1949 gli fu conferita la croce al merito di guerra.
Autore di poesie e canzoni, fu definito "poeta e soprattutto cantore dei bersaglieri". Tra le sue composizioni è da ricordare la canzone bersaglieresca Primavera cremisi, eseguita fra l'altro nel 1949 a Roma in occasione della ricostituzione dell'8º Reggimento bersaglieri e nel 1954 all'ingresso delle truppe italiane a Trieste, e il canto Vetta bianca, composto nel 1956 in occasione del 31º Congresso della Filologica friulana a Claut, che venne inserito nel repertorio ufficiale del Corpo degli alpini.
Aldo Boni si dedicò anche a studi meccanici. Una delle sue realizzazioni, lo SNAP (Silenziatore Neutralizzatore Atmosferica Pressione), particolare sistema di scappamento per motori a scoppio denominato anche "tiragas SNAP", fu adottato di serie dalla casa automobilistica Ferrari nei primi anni sessanta applicato alla versione 250 GT Berlinetta "Le Mans".